# Michael Odibe
Michael Odibe (* 23. Juli 1988 in Lagos) ist ein nigerianischer Fußballspieler.

## Karriere

### Verein
Michael Odibe begann seine Karriere bei dem First Bank FC in Nigeria. Von 2011 bis 2013 stand er in der Ukraine unter Vertrag. Der Verteidiger spielte von 2014 bis 2015 bei FK Atyrau in der kasachischen Premjer-Liga. 2016 wechselte er zu CS Concordia Chiajna. Im Sommer 2016 kehrte er nach Kasachstan zurück, diesmal zu Aqschajyq Oral.

### Nationalmannschaft
Michael Odibe absolviert eine Partie im Jahre 2011 für die Nigerianische Fußballnationalmannschaft.